# Bonheur conjugal (film, 1923)
Pour plus de détails, voir Fiche technique et Distribution.
Bonheur conjugal est un film muet français réalisé par Robert Saidreau, sorti en 1923.

## Fiche technique
- Titre : Bonheur conjugal
- Réalisation : Robert Saidreau
- Scénario : René Hervil et Robert Saidreau
- Photographie : Amédée Morrin
- Société de production : Les Films Saidreau
- Pays d'origine :  France
- Langue : film muet avec les intertitres  en français
- Format : Noir et blanc — 35 mm — 1,33:1 — Muet
- Durée : 51 minutes
- Dates de sortie : 
  -  France - 2 février 1923

## Distribution
- André Dubosc : M. d'Hautretaut
- Pierre Etchepare : Jack de la Mainmise
- Lucienne Legrand : la femme de Jack
- Denise Legeay : l'actrice
- Lucienne Debrienne
- Gilbert Dacheux